# أواق (اسم)
أَوَّاق هو اسم علم مذكر من أصل عربي، ومعناه هو الكثير الميل بالثقل والكثير الإتيان بالشؤم.